# روب شيرر
روب شيرر هو لاعب هوكي الجليد كندي، ولد في 19 أكتوبر 1976 في كيتشنر في كندا.

## وصلات خارجية
- روب شيرر على موقع دوري الهوكي الوطني (الإنجليزية)
- روب شيرر على موقع قاعة مشاهير الهوكي (لاعب أن.إتش.أل) (الإنجليزية)
- روب شيرر على موقع EliteProspects.com (الإنجليزية)
- روب شيرر على موقع Eurohockey.com (الإنجليزية)
- روب شيرر على موقع HockeyDB.com (الإنجليزية)
- روب شيرر على موقع Hockey-Reference.com (الإنجليزية)